# 飛驒市
飛驒市（日语：／ Hida shi */?）是位於日本岐阜縣最北端的市。轄區周圍被海拔超過3000公尺的飛驒山脈的山岳包圍，當地人口則集中在舊古川町與神岡町。飛驒市在戰國時代由姊小路氏統治，至江戶時代則成為江戶幕府的天領。
2016年，由新海誠執導的動畫電影《你的名字》中出現的虛構城鎮糸守町，採用飛驒市內原有的建築與神社等作為電影中的場景之一。而東京大學宇宙射線研究所也曾在市內興建微中子探測器「超級神岡探測器」。現時則正在興建該探測器的下一代「頂級神岡探測器」，並預計於2027年開始運轉。

## 地理

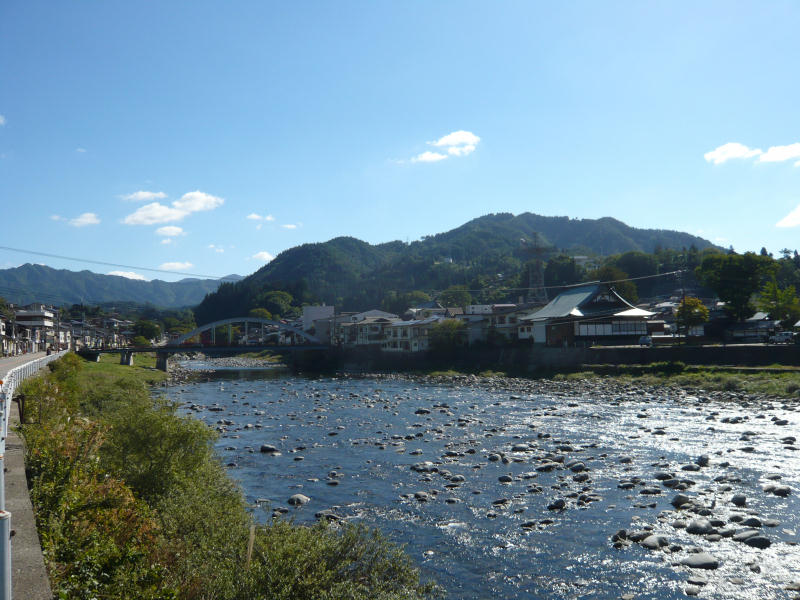
流經市內的高原川

飛驒市境內約93.7%的面積被森林覆蓋。北部坐落著北之俁岳等山岳，轄區周圍則被海拔超過3000公尺的飛驒山脈的山岳包圍。宮川與高原川分別流經市內的西部與東部地區，並在富山市內匯流後往北注入日本海。而宮川和荒城川等河則在轄區南部的中游處形成古川盆地。

### 氣候
由於飛驒市的面積相當寬廣，因此同時擁有內陸型氣候與日本海側氣候的特徵。根據統計，2021年當地的最高月均溫約為23℃，最低月均溫則約為-1.6℃。當地的降雨主要集中在8月。而市內除古川町外皆被指定為特別豪雪地帶。

## 歷史
飛驒市在律令制時代隸屬於飛驒國，而當地在中世紀時為飛驒地區的中心地。建武元年（1334年），姊小路家綱出任飛驒國的國司，並以小島城為居城治理飛驒國，同時將流經小島城附近的河流命名為加茂川。

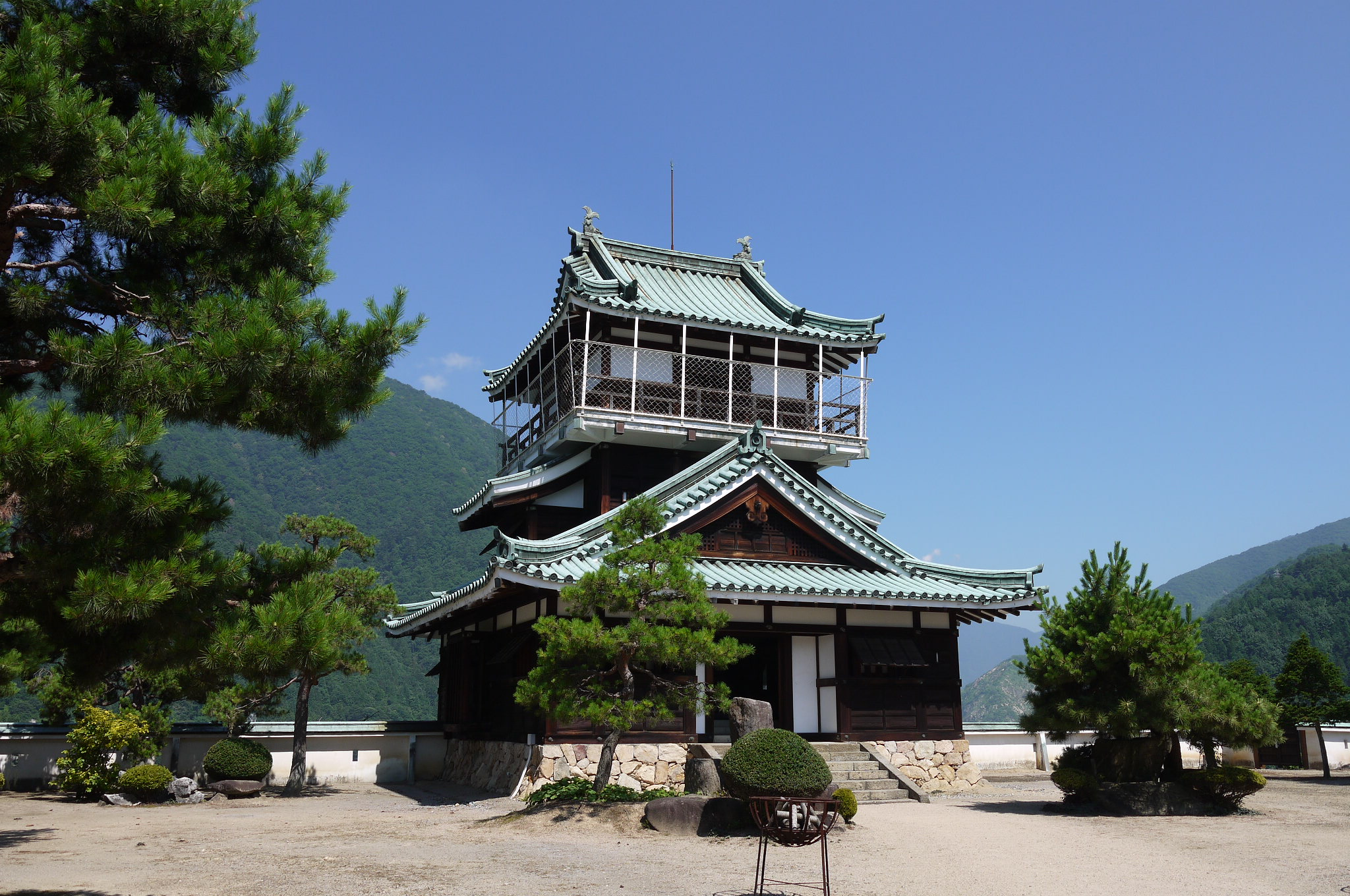
神岡城的模擬天守

戰國時代，飛驒地區分別由神岡地區的江馬氏、位於古川盆地的飛驒姊小路家，以及地處益田、大野地區的三木氏（姊小路氏）所支配。文明年間（1469年至1487年），三木氏的勢力擴張至飛驒國的吉城郡，並與姊小路家展開爭奪。之後三木直賴的嫡長子三木良賴（姊小路良賴）擔任飛驒國的國守，並入主境內的古河城，同時與江馬氏結為姻親關係。但良賴之子姊小路賴綱於天正10年（1582年）消滅江馬氏，並成功平定飛驒地區。之後賴綱讓其子姊小路秀綱入主松倉城並繼任飛驒國司一職，自己則隱居在廣瀨城。但因姊小路賴綱和富山城的佐佐成政在本能寺之變後並未向豐臣秀吉臣服，因此在天正13年（1585年）遭到奉秀吉之命的金森長近討伐，姊小路氏至此滅亡。
天正 14年（1586年），金森長近以3萬3千石入主飛驒高山藩，並在當地進行街道與城下町的整建。同時長近也在現今的古川町興建增島城，作為其居城高山城的支城，並讓其養子金森可重擔任增島城的城主。而金森氏則統治當地長達約100年。元和元年（1617年），增島城在江戶幕府的一國一城令下遭到破壞。元祿5年（1692年），金森氏轉封至出羽國上山藩後，飛驒地區成為江戶幕府的幕府領，並持續至明治維新時期。

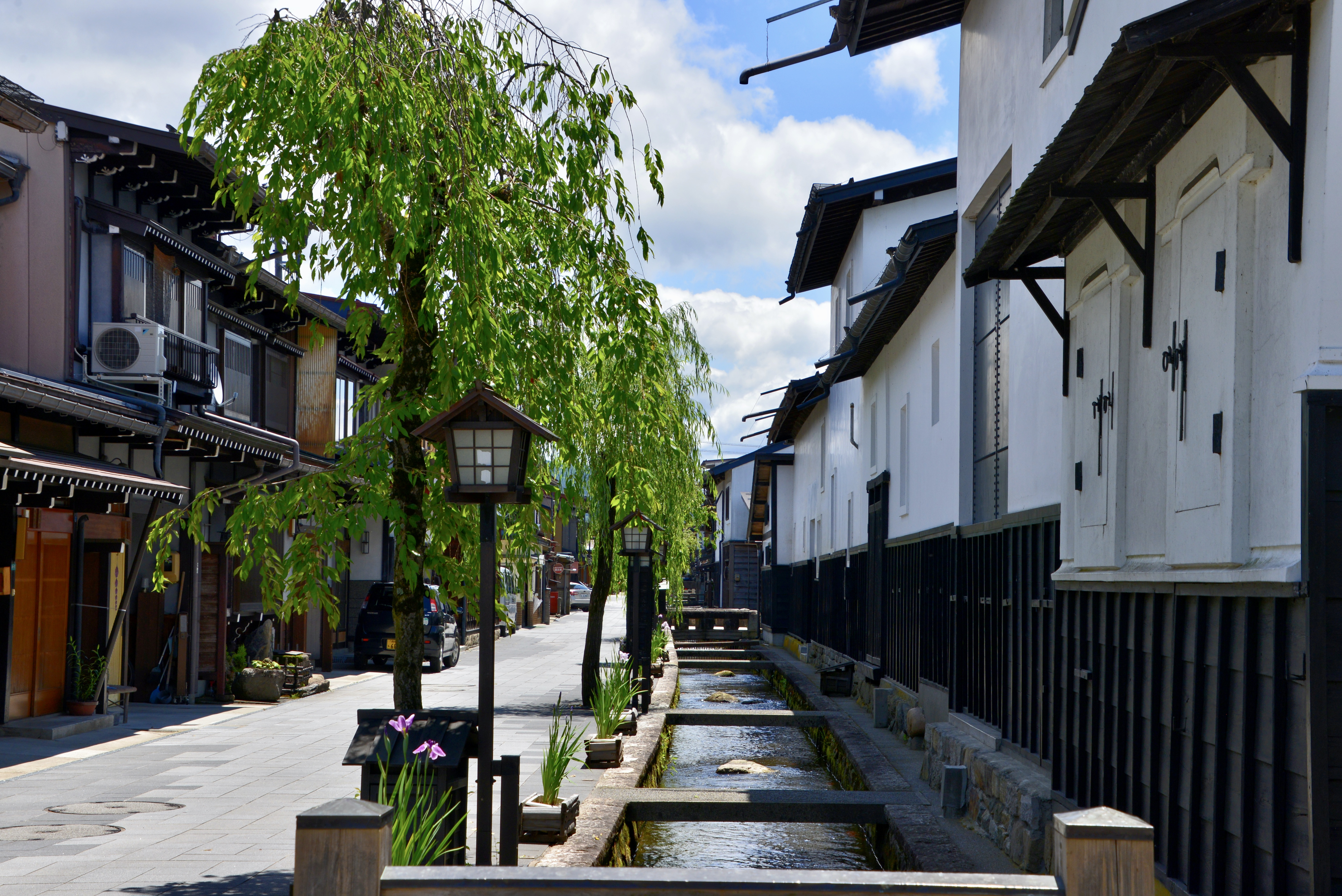
古川町的白壁土藏街

明治8年（1872年）2月，日本政府將境內的村落合併成古川町、細江村、小鷹利村、河合村、坂上村與坂下村，並於同年7月將柏原村與其他48個村合併成神岡町。明治22年（1889年）7月1日，日本在當地實施町村制，並將神岡町分離成袖川村、船津町與阿曾布村。昭和25年（1950年）6月10日，上述3個行政區再度合併成神岡町。昭和31年（1956年）4月1日，古川町與細江村和小鷹利村進行合併；同年9月30日，坂上村與板下村合併成宮川村。平成16年（2004年）2月1日，吉城郡的古川町、神岡町、河合村與宮川村合併成現今的飛驒市。

## 行政

### 歴代市長
| 代    | 氏名     | 就任日       | 退任日       |
| ----- | -------- | ------------ | ------------ |
| 首任  | 船坂勝美 | 2004年3月7日 | 2008年3月6日 |
| 2-3届 | 井上久則 | 2008年3月7日 | 2016年3月6日 |
| 4屆-  | 都竹淳也 | 2016年3月7日 | 現任         |

## 人口
根據日本2015年的國勢調查統計，飛驒市的總人口數為24,696，與1970年的總人口數相比減少約40%。而當地的高齡人口數也在約1990年後超越幼年人口數，其占比在2040年預估將達到45.5%。
| 飞驒市人口分布圖 |                                               |  |
| 飞驒市與日本全國年齡別人口分布比較圖 （2005年資料） | 飞驒市的年齡、男女別人口分布圖 （2005年資料） |  |
| ■紫色是飞驒市 ■綠色是全国 | ■藍色是男性 ■紅色是女性                       |  |
| 飞驒市人口變化 \| 1970年 \| 40,965人 \| \| \| 1975年 \| 38,384人 \| \| \| 1980年 \| 36,100人 \| \| \| 1985年 \| 34,641人 \| \| \| 1990年 \| 32,690人 \| \| \| 1995年 \| 31,247人 \| \| \| 2000年 \| 30,421人 \| \| \| 2005年 \| 28,902人 \| \| \| 2010年 \| 26,732人 \| \| \| 2015年 \| 24,696人 \| \| \| 2020年 \| 22,538人 \| \| |                                               |  |
| 資料來源：日本總務省統計中心提供之人口普查數據 |                                               |  |
| 1970年 | 40,965人                                      |  |
| 1975年 | 38,384人                                      |  |
| 1980年 | 36,100人                                      |  |
| 1985年 | 34,641人                                      |  |
| 1990年 | 32,690人                                      |  |
| 1995年 | 31,247人                                      |  |
| 2000年 | 30,421人                                      |  |
| 2005年 | 28,902人                                      |  |
| 2010年 | 26,732人                                      |  |
| 2015年 | 24,696人                                      |  |
| 2020年 | 22,538人                                      |  |

## 經濟
飛驒市的就業人口中有8.5%從事第一級產業，32.9%的就業人口從事第二級產業，其餘的58.6%則從事第三級產業。當地的農業以生產稻米番茄、菠菜等農作物為主，同時也飼養飛驒牛等食用牛，但近年來面臨農業就業人口高齡化等問題。工業方面，飛驒市的工業主要以有色金屬製造業、化學工業、家具業和土石製品製造業等產業為主，其中當地的製造業就業人口多從事化學工業與有色金屬製造業，其比例約占就業人口總數的近50%。

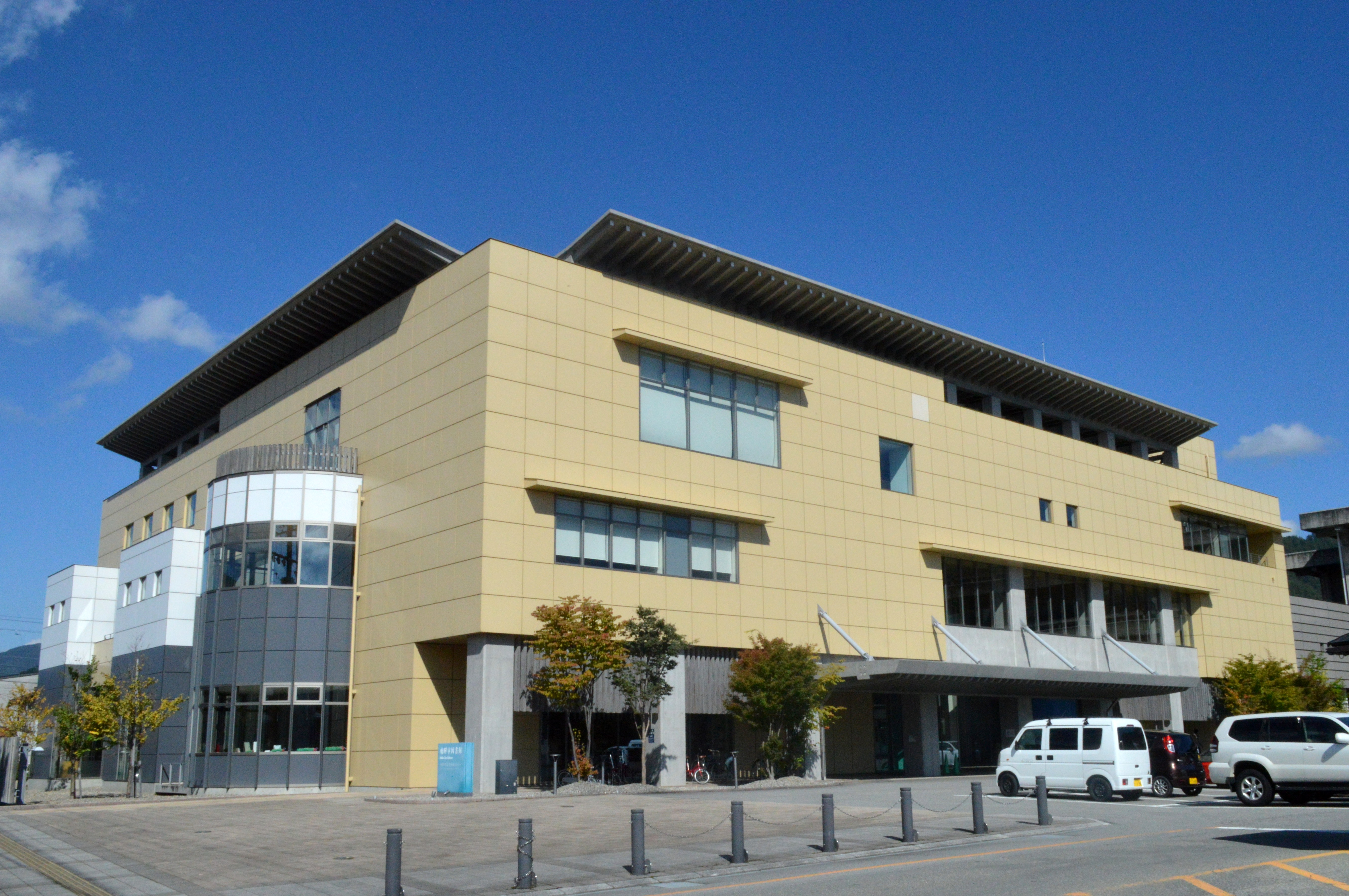
在《你的名字》中作為取景地之一的飛驒市圖書館

由於飛驒市在2016年為動畫電影《你的名字》的取景地之一，加上市內擁有豐富的自然景觀與歷史，因此吸引許多遊客前來。根據統計，2014年至2019年，當地每年約有97.1萬至121.7萬名遊客到訪。2020年的遊客數受到嚴重特殊傳染性肺炎疫情的影響驟降至62.6萬人，至2023年則回升至106.4萬人。

## 教育
飛驒市內共有5所小學校、1所小中一貫學校、2所中學校與2所高等學校。根據2024年4月的統計，市內共有1008名小學生和557名中學生。

## 交通

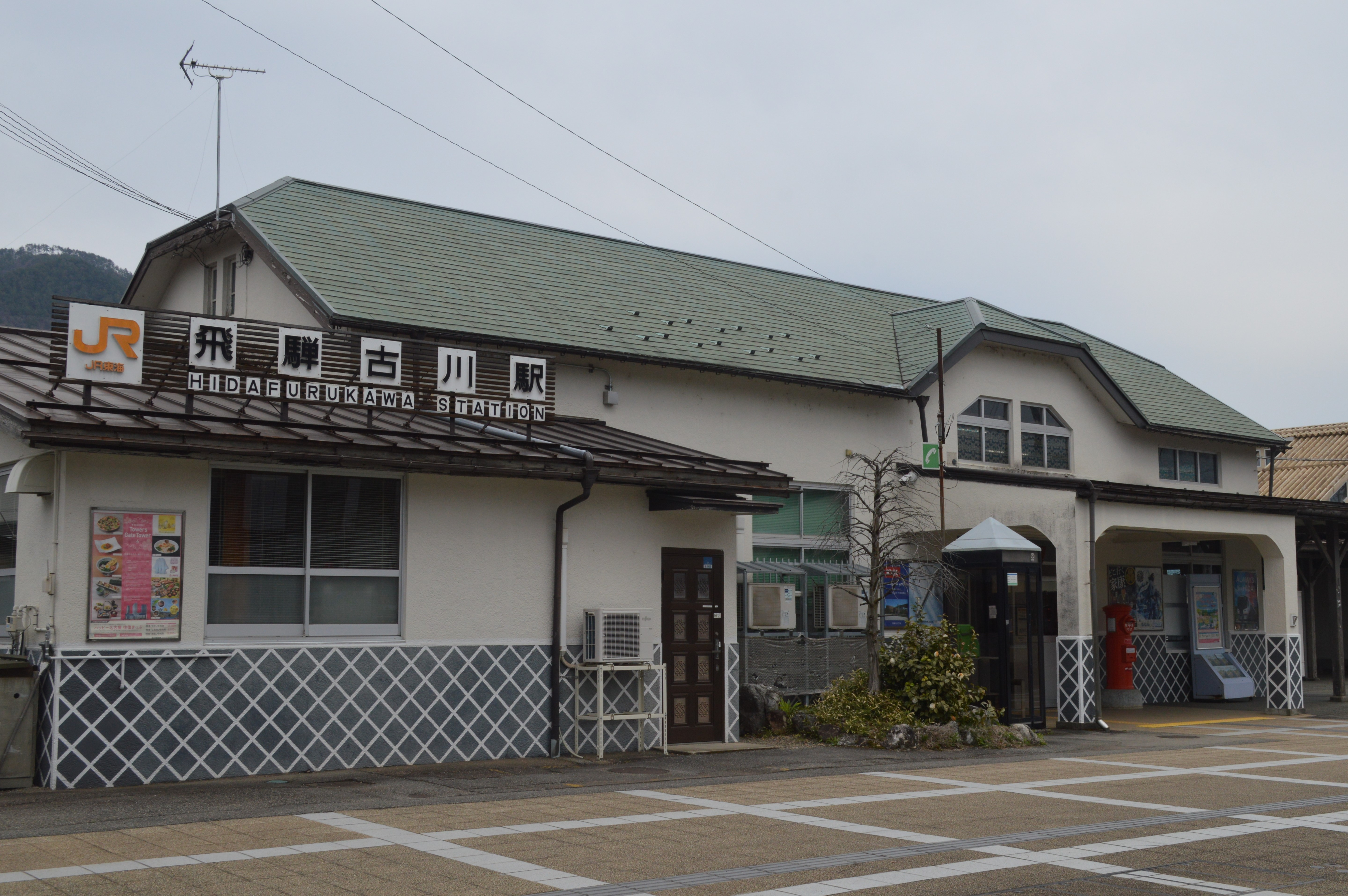
飛驒古川站

國道471號由西北往東南穿越飛驒市，國道41號由南往北通過市中心，國道360號則由北往西行經轄區的北部地帶。鐵路方面，JR東海的高山本線通過飛驒市，並在市內設置飛驒古川站、杉崎站、飛驒細江站、角川站、坂上站、打保站與杉原站。

## 姊妹城市
飛驒市與以下外國行政區為友好城市:
| 國家     | 城市             | 締結日期       |
| -------- | ---------------- | -------------- |
| 中華民國 | 新港鄉（嘉義縣） | 2017年10月13日 |

### 註解
1. 正寫為。使用非常廣泛，但並非標準的字體，而是擴張新字體。不過由於JIS漢字技術上的原因，政府對的寫法亦予以承認，甚至其官網上也是二者混用的。
2. 正寫為。使用非常廣泛，但並非標準的字體，而是擴張新字體。不過由於JIS漢字技術上的原因，政府對的寫法亦予以承認，甚至其官網上也是二者混用的。

## 外部連結
- 飛驒市 （页面存档备份，存于）
  - 飛驒市觀光地圖 （页面存档备份，存于）
- 飛驒市觀光網站